# 2007 WD5
2007 WD5 is een planetoïde die in november 2007 ontdekt werd. Uit berekeningen van de baan bleek aanvankelijk dat er een vrij grote kans was dat 2007 WD5 op 30 januari 2008 zou inslaan op de planeet Mars. De kans op inslag werd kort na de ontdekking op 1/350ste berekend, een week later al op 1/75ste. Eind december 2007 wordt 1/25ste genoemd, met mogelijke verhoging van de kans met latere berekeningen. In een nieuw persbericht op 11 januari 2008 werd echter volledig uitgesloten dat het tot een inslag zou komen.
2007 WD5 heeft een diameter van ongeveer 50 meter, ongeveer even groot als de planetoïde die in 1908 de Toengoeska-explosie boven Siberië veroorzaakte, een kracht van 15 megaton. De hoeveelheid energie die vrijkwam bij deze gebeurtenis kan vergeleken worden met 1000 keer de kracht van de atoombom die op Hiroshima afgeworpen werd. Als de planetoïde op Mars terecht zou komen zou dat in de buurt van de evenaar zijn. Met een snelheid van zo'n 13 kilometer per seconde zou de inslag van 2007 WD5 vermoedelijk een krater ter grootte van de Barringerkrater (1,2 km breed, 200 meter diep) en een enorme stofwolk veroorzaken die met een telescoop vanaf de aarde te zien zou zijn. De om Mars cirkelende observatiesatellieten zouden de gevolgen in detail kunnen rapporteren. Voor wetenschappers zou dit een unieke kans geweest zijn meer te weten te komen over planetoïden en Mars. Het zou de eerste waarneming van een inslag van een planetoïde op een planeet geweest zijn, tot nu toe is alleen een inslag van een komeet waargenomen. In de jaren 90 werd de inslag van restanten van de komeet Shoemaker-Levy 9 op Jupiter waargenomen.
Inslagen op de maan worden wel waargenomen. Door de seismografische toestellen welke op de maan geplaatst zijn kunnen inslagen van objecten van 10 cm met een massa van 1 kg waargenomen worden.